# آلفیدیا
آلفیدیا (انگلیسی: Alfidia; قرن یکم میلادی اهل روم باستان بود. مادر اولین ملکه روم، لیویا دروسیلا بود. سوئتونیوس به اشتباه او را «آوفیدیا» می‌نامد و قرن‌ها تصور می‌شد که این نام او باشد، اما کتیبه‌های یافت شده نشان می‌دهد که نام او نام کمیاب آلفیدیا بوده‌است.